# Sean O’Neill
Sean O’Neill (ur. 15 sierpnia 1980 w Limerick) – irlandzki wioślarz, reprezentant Irlandii w wioślarskiej czwórce bez sternika podczas Letnich Igrzysk Olimpijskich w Pekinie.

## Osiągnięcia
- Mistrzostwa Świata – Monachium 2007 – czwórka bez sternika – 10. miejsce[1].
- Igrzyska Olimpijskie – Pekin 2008 – czwórka bez sternika – 10. miejsce[1].